# Mirsilo di Mitilene
Mirsilo (in greco antico: Μύρσιλος?; Mitilene, ... – Mitilene, 590 a.C.), figlio di Cleanore, è stato un uomo politico dell'antica Grecia, che fu capo fazione e tiranno della polis lesbia di Mitilene.
È noto anche per la feroce avversione nutrita nei suoi confronti dal poeta lirico Alceo, suo concittadino: alla notizia della sua morte, la espresse in un verso a lui indirizzato, un'invettiva destinata a divenire famosissima, ripreso da Orazio nel suo nunc est bibendum.

## Biografia

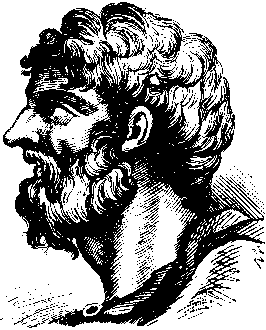
Il poeta lirico Alceo, fiero avversario di Mirsilo.

La sua ascesa politica raggiunse il culmine con la sua successione al tiranno Melancro, che era stato deposto da una cospirazione. Divenne suo alleato Pittaco, che gli successe come esimneta alla sua morte, per dieci anni.
Riguardo a Mirsilo, è nota la feroce avversione di cui era fatto segno dal lirico Alceo: celebre, ad esempio, è l'invettiva con cui accompagnò la sua morte, quando la notizia lo raggiunse in esilio, con un verso (νῦν χρῆ μεθύσθην) che sarà poi ripreso in latino da Orazio nel suo nunc est bibendum, incipit di una famosa ode dedicata alla morte di Cleopatra.

### Rapporto con Mnemone di Lesbo
Una notizia su Mirsilo, di non facile interpretazione, trapela da un carme di Alceo, oggi perduto, ma di cui è preservato un commento in frammenti piuttosto laceri e di ardua esegesi, rinvenuti tra i papiri di Ossirinco. 
Come si evince dal commentario, il destinatario del componimento poetico era Mnemone di Lesbo. la figura di quest'ultimo emerge piuttosto vagamente come un fautore della cospirazione tirannica di Mirsilo. Secondo il commentatore, Mnemone avrebbe infatti offerto a Mirsilo un'imbarcazione per il rientro a Mitilene. Questa notizia apre la strada a due distinte ipotesi, la seconda delle quali è meno probabile:
- La prima ipotesi è che il rientro di Mirsilo sia un avvenimento caduto durante la sua fase tirannica: forse Mirsilo tornava a Mitilene al termine di un temporaneo esilio, il che presupporrebbe una fugace caduta in disgrazia dopo la presa di potere. A causare questa temporanea disgrazia, potrebbe essere stata allora una congiura, forse proprio quella stessa che, con il suo fallimento, mandò in crisi l'eteria alcaica e determinò il primo esilio inflitto ad Alceo: il rientro di Mirsilo, a questo punto, testimonierebbe proprio l'insuccesso di quella congiura.

- La seconda ipotesi, più difficile da sostenere, è quella secondo cui il rientro di Mirsilo fosse il preludio alla sua presa di potere. Tuttavia, Alceo e Pittaco erano entrambi alleati contro Melancro, e dovettero presumibilmente rimanerlo anche alla caduta del tiranno; ma questo sembra contrastare con un altro passo del carme perduto, in cui si accenna a un certo comportamento di Pittaco che prefigurerebbe essersi già consumata la rottura con Alceo: Pittaco (che succederà a Mirsilo come esimneta) sembra infatti volersi frapporre al riavvicinamento del poeta con Mnemone[4].

La prima ipotesi sembra rafforzata dal tono riconciliante con cui Alceo apostrofa Mnemone, facendo intendere di non volerlo accusare per quel passato favoritismo, e di non voler deteriorare le loro relazioni. È possibile che questo atteggiamento accomodante dissimulasse in Alceo il tentativo di preparare il terreno a un possibile rientro a Mitilene, per sé e per i propri sodali. Per realizzarlo era necessario ristabilire una rete di contatti, che coinvolgesse chiunque, anche chi, come Mnemone, nonostante i trascorsi, poteva comunque offrire una possibile alleanza. Da qui il tono conciliante con l'avversario di un tempo.